# Lemmo Rossi-Scotti
Lemmo Rossi-Scotti (Perugia, 24 febbraio 1848 – Roma, 23 dicembre 1926) è stato un pittore e decoratore italiano.

## Biografia
Lemmo Rossi-Scotti, conte di Montepetriolo, uno dei più prolifici pittori ottocenteschi di battaglie, era figlio di Gaspare, che era stato allievo e amico del pittore purista Tommaso Minardi. Lemmo si formò presso l'Accademia di Belle Arti di Perugia, sotto la guida di Silvestro Valeri (1814 -1902), uno degli allievi di Minardi all'Accademia di San Luca di Roma. Si trasferì poi a Roma, dove completò la sua formazione. 
Dipinse tele ispirate a temi militari del Risorgimento, secondo il gusto e assecondando certe aspettative artistiche del tempo. La sua Battaglia di Custoza fu presentata a Milano e a Roma, nel 1879. Partecipò a diverse mostre, con soggetti di battaglia trattati con piglio narrativo, come La carica del generale Kellerman a Marengo, dipinto che fu esposto a Milano nel 1887. Partecipò all’Esposizione Nazionale di Torino del 1880, attirando l'interesse dei Savoia. Eseguì il ritratto del Principe di Napoli, esposto a Londra nel 1888. Dipinse a fresco la lunetta nell'aula Magna dell’università di Perugia. Nei primi anni del 1900 Lemmo Rossi-Scotti eseguì vari decori a villa Lubin (già sede dell'Istituto internazionale di agricoltura e ora sede del CNEL) a Roma: in stucco e pittura, i soffitti del salone di rappresentanza, detto "Sala Gialla", con Il trionfo di Cerere, seguita dal corteggio delle nazioni; i decori delle due stanze laterali simmetriche e dello scalone d'onore.

Lemmo Rossi-Scotti ha dipinto anche paesaggi e soggetti ispirati a temi attuali, avvolgendoli in un'atmosfera delicata, tenue e sognante.

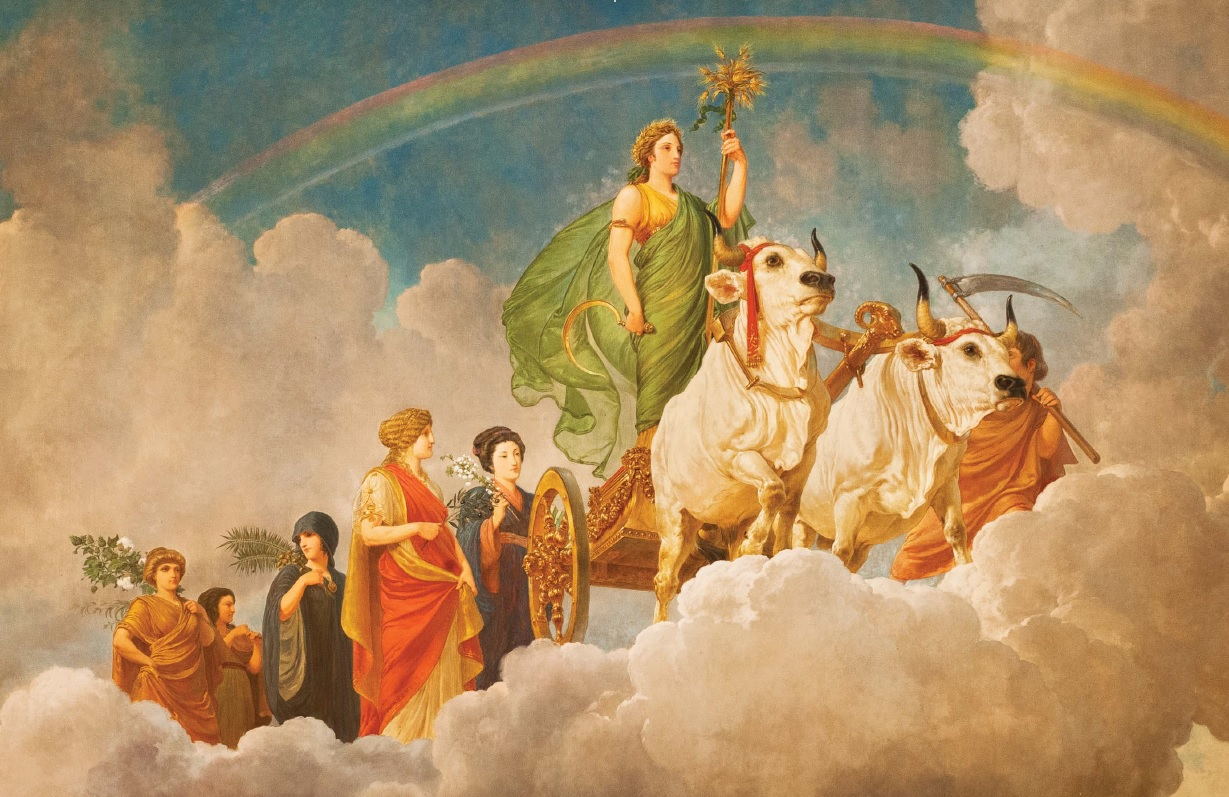
Il trionfo di Cerere, detta anche Europa, seguita dal corteggio delle Nazioni (Sala Gialla di villa Lubin, Roma, 1908)

Nel 1891, insieme ad Annibale Brugnoli, rappresentò il mondo dell'arte nel Comitato per erigere a Perugia un monumento al Perugino. Ha partecipato alle associazioni artistiche la Scuola Etrusca e In arte libertas, create dal pittore romano Nino Costa. L’amicizia con i protagonisti di questi due gruppi di artisti e con pittori inglesi ad essi collegati, favorì scambi culturali fra Roma e Perugia. Lemmo Rossi-Scotti ospitava i suoi amici artisti nella sua villa a Santa Petronilla, vicino a Perugia, al secondo chilometro della Via Eugubina. A Perugia, dal 1878, vennero in visita Frederic Leighton e Nino Costa che rimasero in costanti rapporti con Lemmo Rossi Scotti e con il cenacolo internazionale, culturale e artistico perugino di Villa Gallenga-Stuart.
La villa Santa Petronilla, che Lemmo Rossi-Scotti ricostruì negli anni Ottanta dell'Ottocento, partendo dalle rovine di un monastero del duecento e creando un castello neogotico, tipico del gusto eclettico dell’epoca, è chiamata oggi Castello Lemmo Rossi Scotti. Ha torre a campanile, guglie e merli, limonaia e scuderie: un'atmosfera tra realtà e leggenda.
Ugo Mazzari ha così elogiato Lemmo Rossi-Scotti: «L’arte di Lemmo Rossi Scotti che si compiacque sovente di svolgere temi guerreschi, non ha nulla di comune con quella di Giovanni Fattori, fiorentino. A parte il valore del disegno e della tecnica in cui Rossi Scotti supera certamente il pittore toscano.»
Lemmo Rossi-Scotti è presente nei classici dizionari Benezit e Comanducci. La sua riscoperta è recente.

### Altre opere
- Fiore di grano.
- Venezia, San Marco.
- Venezia, palazzo Ducale.
- Venezia, riviera.
- Scorcio della cupola di San Pietro con ragazza in costume.
- Ritorno dalla festa in paese.
- Stampe pubblicate sulla rivista L'Italia - periodico artistico illustrato, 1884.